# Шевчук, Владимир Гаврилович
Владимир Гаврилович Шевчук (род. 14 марта 1945, Горностаевка) — советский физик. Доктор физико-математических наук (1988); профессор (1989); декан факультета прикладной математики и информационных технологий ИМЭМ Одесского национального университета имени И. И. Мечникова; руководитель научной школы «Физики горения дисперсных систем» при ОНУ имени И. И. Мечникова.

## Биография
Родился 14 марта 1945 года в селе Горностаевке Херсонской области.
Отец работал на государственной и партийной службе в Херсонской обл., мать — учительницей. Сестра А. Г. Галетова — доцент Херсонского педагогического университета. Жена В. Г. Шевчука, Л. В. Бойчук — кандидат физико-математических наук, учёный секретарь Института горения и нетрадиционных технологий Одесского государственного университета им. И. И. Мечникова (ныне — Одесский национальный университет имени И. И. Мечникова). В. Г. Шевчук окончил школу в 1963 году.
В 1968 году окончил физический факультет Одесского государственного университета имени И. И. Мечникова .
В 1968—1971 годах — аспирант кафедры теоретической физики.
С 1972 года работал младшим научным сотрудником Научно-исследовательской лаборатории физики аэродисперсных систем ОДУ.
С 1974 году — старший преподаватель кафедры общей физики, с 1979 года — доцент.
В 1975 году защитил кандидатскую диссертацию по специальности «теплофизика».
В 1988 году защитил докторскую диссертацию по специальности «химическая физика, физика горения и взрыва» в Институте химической физики АН СССР (Черноголовка).
С 1989 года и по сей день — профессор кафедры общей и химической физики.
В 1995 году принял участие в создании факультета информационных технологий ИМЭМ Одесского национального университета им. И. И. Мечникова, деканом которого является по настоящее время.
В 1995 году принял участие в создании первого провинциального лицея ОНУ им. И. И. Мечникова — Очаковского городского лицея, занимает должность заместителя директора. Член научного совета при Академии инженерных наук Украины, член Combustion Institute of the USA

## Научная деятельность
Область научных интересов В. Г. Шевчука — физика горения и взрыва. Владимир Гаврилович — руководитель научной школы физики горения дисперсных систем при ОНУ им. И. И. Мечникова. Вместе с коллегами и учениками провел обширные экспериментальные и теоретические исследования процессов вспышки, горения и газовой динамики дисперсных систем — редких частиц, конгломератов, газовзвеси. Главное внимание уделяется разработке физических основ пожаровзрывобезопасности.
Физические аспекты распространения пламени в диспергированных горючих различных типов (металлах, твердых и жидких органических соединениях) легли в основу докторской диссертации В. Г. Шевчука (1988). Это направление исследований ставило целью выяснения: механизмов передачи тепла от фронта горящих частиц (капель) в холодный газовзвес; роли газодинамических факторов в развитии процесса распространения пламени; способов воздействия на макропараметры процесса. Автору, его коллегам и ученикам (С. В. Горошину, Л. В. Бойчук, Е. М. Кондратьеву, А. К. Безродных, Ю. М. Костышину) удалось прямыми экспериментами определить вклад кондуктивной теплопередачи в процесс переноса тепла от зоны горения взвеси в холодную смесь при различных условиях опытов. Это позволило выяснить физическую природу концентрационных границ распространения пламени в дисперсных системах, доказать возможность применения принятого для газов понятия «фундаментальной скорости пламени» для дискретных (дисперсных) систем и определить диапазон параметров взвеси, где это правомерно.
Интересными и продуктивными оказались идеи В. Г. Шевчука о связи параметров дисперсной системы газодинамических режимов распространения пламени (ламинарного, вибрационного, турбулентного). Успешная экспериментальная и теоретическая разработка всех этих проблем позволила решить ряд прикладных задач метеорологии (активное воздействие на облака и туманы — вместе с институтом экспериментальной метеорологии), пожаровзрывобезопасности — вместе с ВНИИ Пожарной обороны (Москва) и ВНИИ Техники химической промышленности (Северодонецк), экологии, энергетического горения.
В. Г. Шевчук — автор более 90 научных публикаций.

## Труды
- Газификация окиси бора / В. Г. Шевчук // Физика горения и взрыва. — 1974. — № 2. — С. 65-68
- Воспламенение конгломератов частиц бора / В. Г. Шевчук // Физика горения и взрыва. — 1975. — № 2. — С. 218—222
- Критические условия воспламенения газовзвесей частиц бора / В. Г. Шевчук // Физика горения и взрыва. — 1977. — № 2. — С. 164—168
- Критические условия воспламенения конгломератов частиц алюминия / В. Г. Шевчук // Физика горения и взрыва. — 1978. — № 2. — С. 53-56
- Влияние структуры газовзвеси на процесс распространения пламени / В. Г. Шевчук // Физика горения и взрыва. — 1979. — № 6. — С. 41-45
- Скорость распространения пламени в газовзвеси частиц магния / В. Г. Шевчук // Физика горения и взрыва. — 1980. — № 1. — С. 57-62
- Анализ предельных условий распространения пламени в газовзвесях / В. Г. Шевчук // Физика горения и взрыва — 1981 — № 5. — С. 125—127
- Вибрационное горение газовзвесей / В. Г. Шевчук // Физика горения и взрыва. — 1981. — № 6. — С. 15-21
- Спектральные исследования горения частиц магния / В. Г. Шевчук // Физика горения и взрыва. — 1982. — № 1. — С. 17-22
- О режимах распространения пламени в аэровзвесях металлических частиц / В. Г. Шевчук // Физика горения и взрыва. — 1982. — № 5. — С. 54-57
- Высокоскоростные режимы волнового горения газовзвесей в полузакрытых трубах / В. Г. Шевчук // Физика горения и взрыва. — 1986. — № 2. — С. 40-45
- О механизме ламинарного пламени в аэровзвесях металлических частиц / В. Г. Шевчук // Физика горения и взрыва. — 1988. — № 2. — С. 85-90
- Закономерность вибрационного горения аэровзвесей / В. Г. Шевчук // Физика горения и взрыва. — 1993. — № 2. — С. 36-44
- Особенности испускательных и поглощательных характеристик частиц сажи при температурах горения / В. Г. Шевчук // Физика горения и взрыва. — 2000. — № 8. — С. 33-38
- Распространение пламени в двухфракционных газовзвесях алюминия и бора / В. Г. Шевчук // Физика горения и взрыва. — 2002. — № 6. — С. 51-54
- Воспламенение и горение газовзвесей / В. Г. Шевчук // Физика горения и взрыва. — 2005. — № 6. — С. 3-14
- Role of xhfrged soot grains in combustion of Liquid Hydrocarbon Fuels in External Electric Field / V. G. Shevchuk // Ukr. J. Phys. — 2005. — № 2. — P. 144—150.
- Практическая газодинамика горения : учеб. пособ. / В. Г. Шевчук. — Одесса, 2005. — 99 с.
- Спектральные методы исследования высокотемпературных систем : учеб. пособ. / А. В. Флорко, В. Г. Шевчук. — Одесса : ОНУ им. И. И. Мечникова, 2008. — 110 с.
- Горение угольных пылей / А. Е. Сидоров, А. Н. Золотко, В. Г. Шевчук, В. С. Муница // Физика аэродисперсних систем. — 2008. — Вып. 45. — С. 35-44.
- Фізичні основи пожежовибухонебезпеки : навч. посіб. для вузів / В. Г. Шевчук, Д. Д. Поліщук. — Одеса : Астропринт, 2010. — 243 с.
- Кондуктивно-радиационная модель ламинарного пламени в пылях / А. Е. Сидоров, В. Г. Шевчук, Е. Н. Кондратьев // Физика горения и взрыва. — 2013. — № 3. — С. 3-10.
- Волновые режимы горения пыли / В. Г. Шевчук, Е. Н. Кондратьев, А. Н. Золотко // Физика горения и взрыва. — 2014. — № 1. — С. 90-96.